# Ózdfalu
Ózdfalu is een plaats (község) en gemeente in het Hongaarse comitaat Baranya. Ózdfalu telt 179 inwoners (2001).